# 同和行政の窓口一本化
同和行政の窓口一本化（どうわぎょうせいのまどぐちいっぽんか）とは、同和対策事業を受注する際、民間の運動団体（多くの場合、部落解放同盟、もしくは同盟の影響下にある機関）のみを窓口として申し込むという方式を指す。一民間団体に行政機関的な権限を代行させるというものであったため、7項目の確認事項とともに、運動団体が組織を拡大していく上で大きな要因となった。
部落解放同盟による窓口一本化の実態を、民権連の亀谷義富は以下のように記している。
```
行政が窓口一本化と称して解同支部長に同和事業を丸投げしていたのだ。支部長は、協力金・カンパと称してなんでも５％ピンハネができたのだ。まず各個人給付、たとえば同和奨学金が１人あたり１０万円なら、その５％の５千円をピンハネする。改良住宅１棟建設するとすると、その建設費が１億円だと、５％の５００万円をピンハネできたのだ。ピンハネはおかしいと支部長に文句を言っただけで除名排除されたのだ。
ボクの例で言えば、ボクはK支部の同盟員であった時、その時の支部長（ボクの従兄弟だった）に、同和奨学金まで、強制カンパさせるなと言って強制カンパを拒否したら、たちまち奨学金を打ち切られ支部から排除されてしまったのだ。
```

## 「部落解放予算の人民的管理」の提唱
戦後の部落解放運動は、部落の環境改善や個人給付などの優遇策を行政機関に要求し実施させる「行政闘争」を主眼として進められてきた。その中心となったのは、革新勢力の主導する部落解放同盟であり、部落と行政との仲介機関として、一般の被差別部落住民に、影響力を拡大していた。
1960年8月13日に施行された「同和対策審議会設置法」に基づき1961年（昭和36年）12月 「同和対策審議会」の第1回総会が開催され内閣総理大臣が「同和地区に関する社会的及び経済的諸問題を解決するための基本的方策」を示すよう諮問した。自民党は、旧融和運動活動家を糾合する形で全日本同和会を発足させ、部落に集中的に予算を投下する際、部落内部の保守層を通じて自己の影響力を保つ方向性を示した。解放同盟内部には、このような自民党の対応への警戒感が生まれ、それに対抗し解放同盟が主導権を握った形での予算執行を担保させるための理論的主張が模索された。そこから提唱されたのが、各行政機関に対して、解放同盟を部落住民を代表する団体として認めさせ、唯一の窓口として施策を実施するという「窓口一本化」の主張で、「部落解放予算の人民的管理」を謳い、同和会や、保守勢力の影響が強い行政当局に影響力を強めるための有力な理論となった。この主張は解放同盟の活動家に広く受容され、大阪、広島、福岡など、解放同盟が強い組織基盤を持つ地域では実際に、解放同盟とのみ提携して同和行政を進める姿勢を明らかにする自治体が数多く生まれた。中でもこの「窓口一本化」方式の理論化を主導し、その正当性を強く主張した者の中には、解放同盟内の共産党員活動家や、部落問題研究所内の共産党員研究者も含まれており、その中には「積極的に部落解放をしようという人たちから入居するのが当然である」「積極的に部落解放同盟に入り、運動をしている人たちを中心に入居を決めていく」と主張する者もいた。

全解連の中西義雄は、ジャーナリストから
と問われ、
と答えている。

## 解放同盟分裂による政治争点化
1969年、大阪で発生した「矢田教育事件」をきっかけとして、部落解放同盟内の共産党系活動家が大量に排除され、排除された者たちは部落解放同盟正常化全国連絡会議（正常化連）を結成、解放同盟の分裂が表面化した。共産党員が幹部を務めていた府県連や支部では、旧幹部を除名した上で、新たに中央本部に直結する新府県連・新支部が結成されるなどの対抗措置がとられた。
正常化連にとって、組織基盤を部落に維持し続ける上で、行政機関への影響力を保つことは不可欠であったが、そこで不都合となったのは、かつて自らも主張していた解放同盟と一部行政機関との間で実施されていた「窓口一本化」により、同和行政を実施する方式であった。解放同盟は、旧支部（その多くは、正常化連支部に移行した）との間で行われていた「窓口一本化」の対象となる組織を、府県連に直結する新支部にするよう要請し、多くの自治体がそれを受け入れると表明した。この事態に危機感を持った正常化連は「窓口一本化こそ諸悪の根源」と主張してその打破を図った。正常化連の結成当初、一部の地域で、部落解放同盟朝田派の窓口一本化は悪いが、正常化連支部による窓口一本化は良い、とする言動が見られたことは、正常化連の中西義雄も認めており、これを誤りとして自己批判している。
以後、解放同盟と正常化連との間では、「窓口一本化」方式をめぐり、各地で攻防が繰り広げられた。正常化連の側では「わたしたちの組織では、正常化連の方が圧倒的につよい地域でも、朝田派や同和会に所属する人たちを、同和対策事業の対象にしてはならぬ、というようなことを主張したことはありません」としている。
解放同盟、正常化連（全解連に改組）、同和会の他にも多数の運動団体が結成され活動を始めたり、団体幹部による不正行為が発生するなどという、部落をめぐる環境の変化もあり、また「窓口一本化」をめぐる訴訟が相次いだ結果「特定の運動団体を通さない同和対策事業の申請を受け付けないのは違法」との判決が相次ぎ、「窓口一本化」が実状にそぐわないことが次第に明確になってきたため、1980年4月には福岡市で、1980年12月には大阪市で同方式は廃止され、大都市の中では最後まで同方式を採り続けた北九州市でも「窓口一本化」の違法性を認める判決が続き、北九州土地転がし事件（1981年）の影響もあり、1980年代前半までに、同方式を採用する自治体はなくなった。

## 同和行政の窓口となった同和団体
どの同和団体が同和対策事業の個人給付（小学校入学支度金、出産助成金など）の窓口となったかは、自治体によって多種多様である。以下、1982年12月当時の状況について概説する。

### 部落解放同盟を窓口とした自治体
- 群馬県前橋市[11]
- 滋賀県大津市[11]
- 鳥取県鳥取市[11]
- 長崎県長崎市[11]
- 福岡県北九州市[12]

### 全国部落解放運動連合会を窓口とした自治体
- 茨城県[11]

### 全日本同和会を窓口とした自治体
- 山梨県甲府市[12]

### 特定の同和団体を窓口としなかった自治体
- 大阪府大阪市（もともと部落解放同盟だけが窓口となっていたが、1974年、正常化連に属する住民が「窓口一本化」の違法性を主張して提訴。最高裁まで争った結果、1981年12月に和解が成立し、それ以後は、いずれの運動団体にも属さないことを標榜する市同和事業促進協議会、略称「同促協」が窓口となった。ただし、結果的には市同和事業促進協議会の構成員は部落解放同盟の役員となっていた[11]。このため、共産党系の論者からは「解同とこれと癒着した行政当局は、いまにいたるも従来の『同促協方式』による実質的な窓口一本化政策を死守している。大阪府・市の同和事業は、今日もそのすべてが、その主要ポストを解同幹部が独占する財団法人大阪府同和事業促進協議会（府同促）と市同促を窓口として実施されているわけだが、それこそが利権と腐敗の温床であり、またえせ同和行為の構造的基盤をなしているといわなければならない」[13]と批判された）
- 三重県津市（部落解放同盟、全国部落解放運動連合会、全日本同和会などから成る審議会が窓口となった[14]）

### 複数の同和団体を窓口とした自治体
- 大分県大分市（部落解放同盟、全国部落解放運動連合会、全日本同和会のいずれでも可[15]）
- 岡山県岡山市（部落解放同盟、全国部落解放運動連合会、全日本同和会のいずれでも可[16]）
- 鹿児島県鹿児島市（部落解放同盟、全国部落解放運動連合会、鹿児島市同和協議会のいずれでも可[15]）
- 香川県高松市（部落解放同盟、全日本同和会のいずれでも可[16]）
- 神奈川県横浜市（部落解放同盟、全国部落解放運動連合会、全日本同和会のいずれでも可[11]）
- 高知県（部落解放同盟、全日本同和会のいずれでも可[17]）
- 埼玉県浦和市（部落解放同盟、全国部落解放運動連合会、全日本同和会、自由同和会、部落解放愛する会のいずれでも可[16]）
- 佐賀県佐賀市（もともと部落解放同盟だけが窓口となっていたが、1981年12月21日に同和対策事業費の補正が市議会で認められ、部落解放同盟、全日本同和会のいずれでも可となった[15]。ただし2002年に同和対策事業が終結した後は解放同盟による窓口一本化が続き、2006年には解放同盟佐賀支部長が提訴されている[18]）
- 宮崎県宮崎市（部落解放同盟、全日本同和会のいずれでも可[16]）

### その他
- 東京都（都内に同和地区の指定がない関係上、属地を伴わない属人だけの行政。同和対策事業の個人給付申請書に申請者自身が「出身地」を記入し、都の担当職員が面接し、出身地のことや祖先のこと、被差別体験などを聴き取って認定する「東京方式」を採る　[19]）